# Proaza
Proaza ist eine Gemeinde (concejo in Asturien, entspricht municipio im übrigen Spanien) im Süden der autonomen Region Asturien in Spanien.
Die Gemeinde mit ihren 675 Einwohnern (Stand: 2024) hat eine Fläche von 5,29 km² und gliedert sich verwaltungstechnisch in acht Parroquias.

## Parroquias
- Bandujo 43 Einwohner 2008 43° 13′ 16″ N, 6° 4′ 20″ W
- Caranga 88 Einwohner 2008 43° 12′ 19″ N, 6° 1′ 58″ W
- Linares 33 Einwohner 2008 43° 16′ 50″ N, 6° 1′ 29″ W
- Proacina 20 Einwohner 2008 43° 14′ 24″ N, 6° 2′ 41″ W
- Proaza 329 Einwohner 2008
- San Martín 138 Einwohner 2008 43° 14′ 46″ N, 6° 0′ 13″ W
- Sograndio 76 Einwohner 2008 43° 14′ 58″ N, 6° 2′ 52″ W
- Traspeña 63 Einwohner 2008 43° 11′ 30″ N, 6° 3′ 55″ W

## Geschichte
Funde aus der Altsteinzeit zeugen von der frühen Besiedelung der Gemeinde. Knochenschnitzereien und Felszeichnungen deuten auf den Volksstamm hin, der auch in Castrillón, Los Teyeros und Samartin Spuren hinterlassen hat.
Aus der Folgezeit belegen mehrere Wallburgen die anhaltende Besiedelung durch keltische Stämme.
Im Mittelalter entwickelte sich die Gemeinde zu einem strategischen Punkt an der Hauptverbindungsroute zwischen dem Königreich León und dem Königreich Asturien. Der Historische Weg hat den Namen Camino Real del Puerto de la Mesa und ist noch heute durch alte Bauwerke wie die Brücke von Ventana (Puerto de Ventana) ersichtlich.
Die erste urkundliche Erwähnung findet sich in einer Schenkungsurkunde aus dem Jahr 863, in der die Ländereien Uandugio, Pruazia und Charanga erwähnt werden. Die Gemeinde war somit der Gerichtsbarkeit und der Steuerhoheit des Erzbistums Oviedo unterstellt, was immer wieder zu Aufständen führte. Im Jahr 1581 unter der Regentschaft von Philipp II. wurde die Trennung von kirchlicher und staatlicher Gewalt umgesetzt.

## Politik
Die 7 Sitze im Gemeinderat verteilen sich wie folgt:
| Historische Entwicklung der Sitzverteilung im Gemeinderat von Proaza | Historische Entwicklung der Sitzverteilung im Gemeinderat von Proaza | Historische Entwicklung der Sitzverteilung im Gemeinderat von Proaza | Historische Entwicklung der Sitzverteilung im Gemeinderat von Proaza | Historische Entwicklung der Sitzverteilung im Gemeinderat von Proaza | Historische Entwicklung der Sitzverteilung im Gemeinderat von Proaza | Historische Entwicklung der Sitzverteilung im Gemeinderat von Proaza | Historische Entwicklung der Sitzverteilung im Gemeinderat von Proaza | Historische Entwicklung der Sitzverteilung im Gemeinderat von Proaza | Historische Entwicklung der Sitzverteilung im Gemeinderat von Proaza | Historische Entwicklung der Sitzverteilung im Gemeinderat von Proaza |
| -------------------------------------------------------------------- | -------------------------------------------------------------------- | -------------------------------------------------------------------- | -------------------------------------------------------------------- | -------------------------------------------------------------------- | -------------------------------------------------------------------- | -------------------------------------------------------------------- | -------------------------------------------------------------------- | -------------------------------------------------------------------- | -------------------------------------------------------------------- | -------------------------------------------------------------------- |
| Partei                                                               | 1979                                                                 | 1983                                                                 | 1987                                                                 | 1991                                                                 | 1995                                                                 | 1999                                                                 | 2003                                                                 | 2007                                                                 | 2011                                                                 | 2015                                                                 |
| PSOE                                                                 | 1                                                                    | 5                                                                    | 6                                                                    | 3                                                                    | 2                                                                    | 1                                                                    | 3                                                                    | 4                                                                    | 4                                                                    | 4                                                                    |
| FAC                                                                  |                                                                      |                                                                      |                                                                      |                                                                      |                                                                      |                                                                      |                                                                      |                                                                      | 3                                                                    |                                                                      |
| CD / AP / PP                                                         |                                                                      | 4                                                                    | 3                                                                    | 3                                                                    | 3                                                                    | 1                                                                    | 2                                                                    | 2                                                                    |                                                                      | 3                                                                    |
| PCE / IU-BA                                                          | 8                                                                    |                                                                      |                                                                      | 2                                                                    |                                                                      |                                                                      |                                                                      |                                                                      |                                                                      |                                                                      |
| UCD / CDS                                                            |                                                                      |                                                                      |                                                                      | 1                                                                    |                                                                      |                                                                      |                                                                      |                                                                      |                                                                      |                                                                      |
| AIMPRO                                                               |                                                                      |                                                                      |                                                                      |                                                                      | 4                                                                    | 1                                                                    | 2                                                                    | 1                                                                    |                                                                      |                                                                      |
| URAS                                                                 |                                                                      |                                                                      |                                                                      |                                                                      |                                                                      | 4                                                                    |                                                                      |                                                                      |                                                                      |                                                                      |
| Total                                                                | 9                                                                    | 9                                                                    | 9                                                                    | 9                                                                    | 9                                                                    | 7                                                                    | 7                                                                    | 7                                                                    | 7                                                                    | 7                                                                    |

## Wirtschaft
|                                                                                                  | Beschäftigte | Anteil in Prozent |
| ------------------------------------------------------------------------------------------------ | ------------ | ----------------- |
| TOTAL                                                                                            | 219          | 100               |
| Ackerbau, Viehzucht und Fischerei                                                                | 81           | 36,99             |
| Industrie                                                                                        | 12           | 5,48              |
| Bauwirtschaft                                                                                    | 8            | 3,65              |
| Dienstleistungsbetriebe                                                                          | 118          | 53,88             |
| * Statistisches Amt für Wirtschaftliche Entwicklung in Asturien, Stand 2009 (PDF; 106 kB), SADEI |              |                   |

## Kultur und Sehenswürdigkeiten

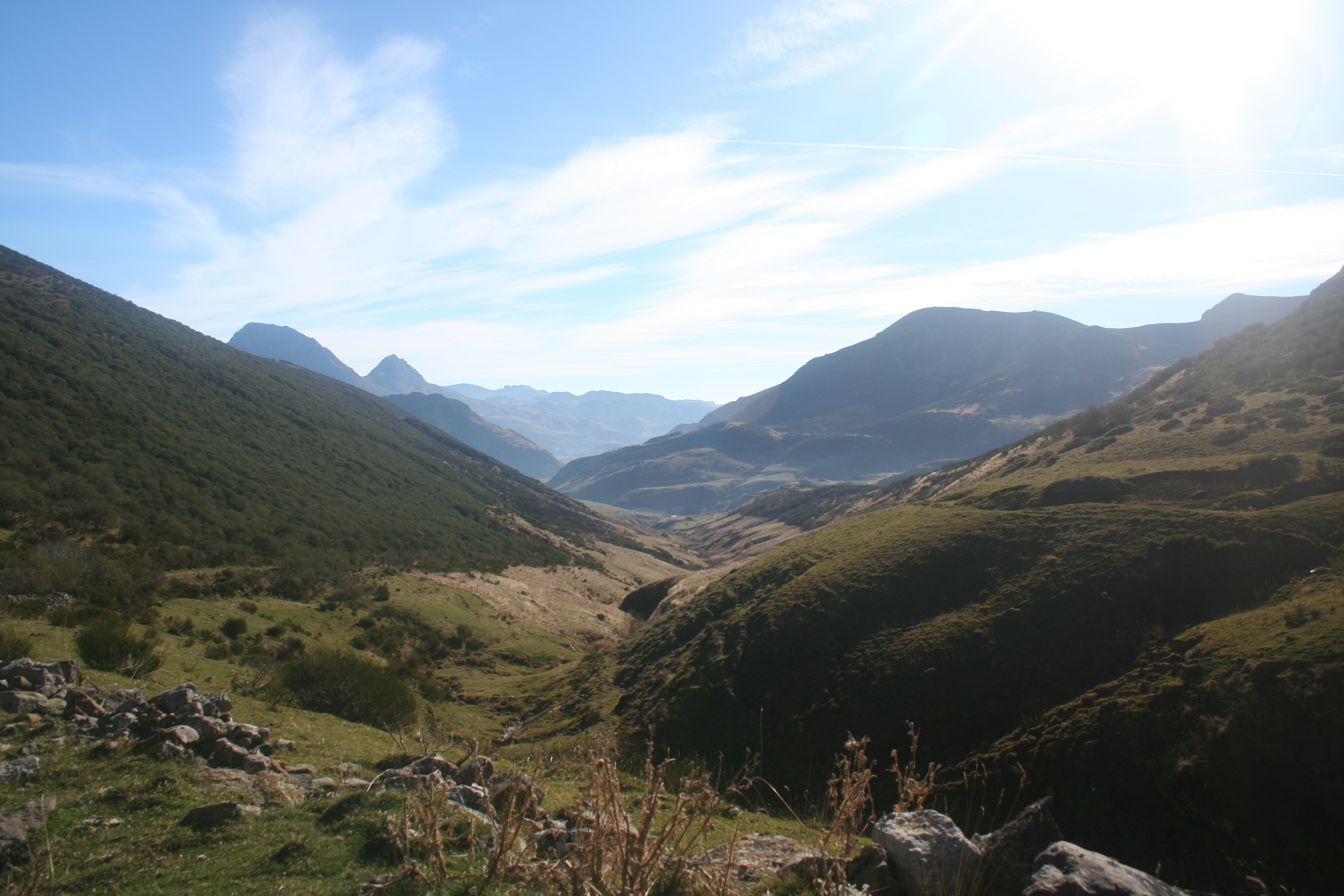
Der Camino Real del Puerto de la Mesa

Die Vielzahl der Veranstaltungen kann besser auf dem Veranstaltungskalender der Stadt unter Turismo / Fiestas abgerufen werden.